# Bol (Tschad)
Bol ist eine Ortschaft im Tschad mit rund 10.500 Einwohnern im Jahr 2005, der letzten Zählung von 1993 nach waren es 7.769 Personen.
Bol liegt am Tschadsee und ist Hauptort der Provinz Lac. Das Gebiet ist für seine Vielfalt an Vogelarten bekannt.

## Persönlichkeiten
- Kaltouma Nadjina (* 1976), Leichtathletin